# J.Ch.I. van Niekerk

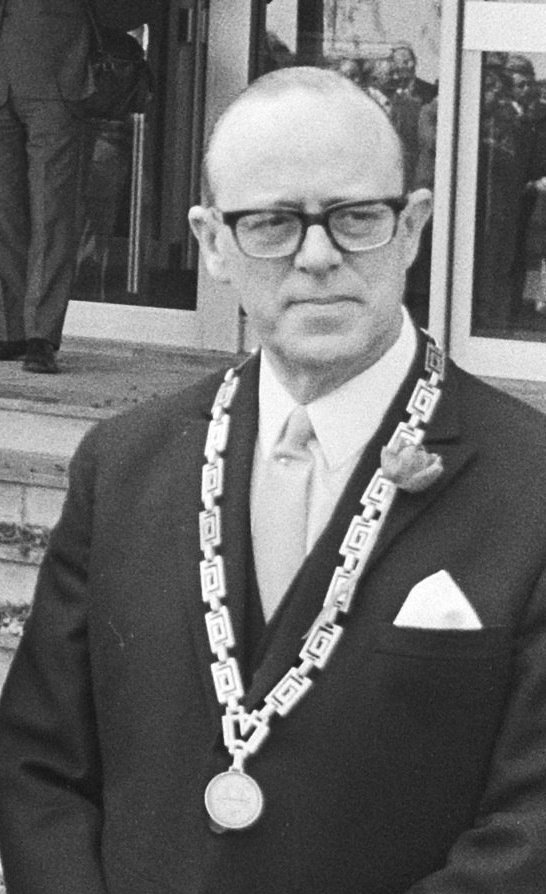
Burgemeester J.Ch.I. van Niekerk (1971)

Johannes Christianus Ignatius van Niekerk (Haarlem, 26 februari 1917 – 20 september 1993) was van 16 augustus 1954 tot 1 juni 1964 burgemeester van Eemnes voor de KVP. Per 1 juni 1964 werd hij benoemd als burgemeester van Hillegom (1964 - 1978). 
Hij huwde M. J. Blomjous met wie hij vijf kinderen kreeg. 
Van Niekerk werd geboren als zoon van een notaris. Na het gymnasium in Den Haag was hij twee jaar volontair op de gemeentesecretarie van Halfweg. Van 1939 tot 1942 werkte hij op de gemeentesecretarie in Baarn en Soest. In 1947 verruilde hij zijn ambtelijke werk voor het bedrijfsleven en verhuisde naar Hilversum. 
Op 16 augustus 1954 volgde zijn benoeming als burgemeester van Eemnes. In zijn ambtsperiode hield hij zich met name bezig met woningbouw en sociale zorg.
In Hillegom werd de Burgemeester Van Niekerklaan naar hem genoemd.
In 1975 volgde zijn benoeming tot ridder in de Orde van Oranje-Nassau Hij overleed in 1993 op 76-jarige leeftijd.